# 内江专区
内江专区，中国专区名。1950年，由资中专区改名为内江专区，属川南行署區。
专署驻内江县，下辖七县：内江县、威远县、荣县、资中县、资阳县、简阳县、仁寿县。1951年，析内江县城区置内江市（县级），专署改驻内江市。1952年8月，划入四川省。1958年，仁寿县改属乐山专区。1959年，简阳县下辖的龙泉驿区划入成都市。1968年，改称内江地区。